# クルマンベク・バキエフ
クルマンベク・サリエヴィチ・バキエフ（バキーエフとも、キルギス語: Курманбек Салиевич Бакиев, ラテン文字転写: Kurmanbek Saliyevich Bakiyev; 1949年8月1日 - ）は、キルギスの政治家。大統領（第2代）、首相（第7代）などを歴任。

## 経歴

### 生い立ち
1972年、電気工学専攻で、クイブイシェフ工業大学（現在のサマーラ国立工業大学）を卒業。軍除隊後、クイブイシェフで電気工、後に電気技師として働いた。キルギスタンに戻り、ジャラル・アバドで技師として出世し、1985年、コク＝ヤンガク市の「プロフィール」工場長となった。

### 政治家として
1990年-1991年、共産党市委員会第一書記、コク・ヤンガル市会議議長。1991年-1991年、ジャラル・アバド州人民代議員会議副議長。1992年-1994年、トグス・トロウス地区行政府を率いる。1994年-1995年、キルギス共和国国有財産基金副総裁。1995年-1997年、ジャラル・アバド州国家行政府第一副長官、長官。1997年-2000年、チュイ州国家行政府長官、チュイ州知事。
2000年12月から2002年5月22日まで、キルギス首相だった。5人が死亡し、80人が負傷したジャラル・アバド州での暴動後、解任された。2002年10月、バキエフは、議員に選出された。2003年2月、中道代議員グループ「キルギスタンの地域」に加わった。2004年から、キルギスタン人民運動を率いている。2005年3月、「チューリップ革命」でアスカル・アカエフが国外逃亡したことを受けてキルギス共和国大統領代行、首相に指名される。

### 大統領として

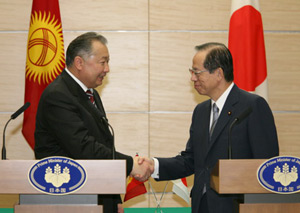
2007年11月14日、総理大臣官邸にて内閣総理大臣福田康夫（右）と

2005年7月、キルギス大統領選挙で圧勝し、大統領に就任する。2007年10月、「輝く道」（アク・ジョル）党執行委員会議長に選出（大統領在職により党籍は停止）。2010年4月、バキエフ大統領の退陣を求めるデモ隊に対して警官隊が発砲し、首都ビシュケクは騒乱状態に。各メディアはバキエフがビシュケクから脱出し、元外相のローザ・オトゥンバエヴァが自らを代表とする暫定政府が発足したと宣言。政権が事実上崩壊したのちも大統領の辞任は拒否していたが、4月15日にキルギスから脱出し、事実上ベラルーシへ亡命。辞表に署名したとも伝えられる。詳しくは2010年キルギス騒乱を参照。

## 私生活
ジャラル・アバド州スザク地区マサダン村出身。7人兄弟の長男。兄弟の中では、4男のジャヌィベクが国家警護庁長官、少将、5男のマラートが駐独大使。妻帯、2児を有する。息子のマラートは、国家保安庁の課長、中佐。次男のマクシムは2009年から政権中枢入りし、一時は父親の後継者と目された。2010年にイギリスへ亡命を求めるものの、2012年ロンドン市内で逮捕されている。